# Сальвадор Бермудес де Кастро-і-О'Лавлор, маркіз де Лема
Дон Сальвадор Бермудес де Кастро і О'Лаулор, 2-й герцог Ріпальди та 2-й маркіз Лема (1 листопада 1863, Мадрид — 20 січня 1945, Мадрид) — був іспанським дворянином, політиком і юристом, який обіймав посаду державного міністра під час правління Альфонсо XIII .

## Життєпис
Він народився в Мадриді, син Мануеля Бермудеса де Кастро і Дієса (1811—1870), сенатора і міністра внутрішніх справ і закордонних справ, і Марії де ла Енкарнасіон О'Лалор і Кабальєро (1830—1908), молодшої дочки Джозеф О'Лаулор (1768—1850), ірландський генерал ірландського походження та губернатор Гранади. Його двоюрідний брат Річард Лалор був членом ірландського націоналіста Британської палати громад.
Герцог був видатним іспанським автором, консервативним політиком і шляхтичем. Він успадкував герцогство Ріпальду та маркізат Лема від свого батька-дядька. Депутат від Ов'єдо (1891—1923), обіймав посаду міністра закордонних справ 1919–21, 1917, 1913–15; Мер Мадрида 1903–4 та губернатор Банку Іспанії (1922–3). Він був автором численних праць, серед яких «De la Revolución a la Restauración», «Іспанія з 1815 року» та автобіографічного «Mis Recuerdos 1801—1901» Пізно в житті, він був одним із 22 юристів, які повстали проти розроблення Міністерством внутрішніх справ при генералі Франко 22 грудня 1938 р. як таке, на їхню думку, «нелегітимне під діючими повноваженнями 18 липня 1936 року».